# Košice (vùng)
Košice (tiếng Slovak: Košický kraj, phát âm [ˈkɔʃitskiː ˈkraj], tiếng Hungary: Kassai kerület; tiếng Ukraina: Кошицький край) là một trong tám vùng hành chính của Slovakia. Vùng này lần đầu tiên được thành lập vào năm 1923 và ranh giới hiện tại xác lập vào năm 1996. Nó bao gồm 11 huyện (Okres), 440 đô thị, trong đó có 17 thị trấn. Khoảng một phần ba dân số của cả vùng sống tại Košice, thành phố thủ phủ và cũng là trung tâm kinh tế, văn hóa của vùng.

## Địa lý
Vùng này nằm ở phía đông nam của Slovakia và có diện tích 6.752 km². Phía tây của vùng là khu vực phía đông của dãy núi Slovak Ore, bao gồm các bộ phận của Slovak Karst, Slovak Paradise, Dãy núi Volovec, Dãy núi Đen. Đồng bằng châu thổ Hornád nằm ở phía tây bắc của vùng. Khu vực giữa dãy núi Slovak Ore và Các đồi Slanské là vùng đồng bằng châu thổ Košice, đặt theo tên của thành phố cùng tên. Khu vực phía đông của Slanské là vùng đất thấp Đông Slovakia và là nơi có dãy núi Vihorlat, ở phía đông bắc, gần biên giới với Ukraina.
Các sông chính bao gồm sông Sajó ở phía tây nam, Hornád ở phía tây và trung tâm, sông Uzh và Bodrog ở phía đông, một phần nhỏ của sông Tisza chảy qua ở cực đông nam.
Về mặt địa lý, vùng này giáp với Prešov ở phía bắc, tỉnh Zakarpattia của Ukraina ở phía đông, các hạt Szabolcs-Szatmár-Bereg và Borsod-Abaúj-Zemplén của Hungary ở phía nam, và tiếp giáp với vùng Banská Bystrica ở phía tây.

## Nhân khẩu học
| Năm            | 1994    | 2004    | 2014    | 2024    |
| -------------- | ------- | ------- | ------- | ------- |
| Số lượng người | 753.849 | 770.508 | 795.565 | 778.799 |
| Sự khác biệt   |         | +2,20%  | +3,25%  | −2,10%  |

| Năm            | 2023    | 2024    |
| -------------- | ------- | ------- |
| Số lượng người | 779.073 | 778.799 |
| Sự khác biệt   |         | −0,03%  |

Mật độ dân số của vùng là 117,9 người/km², cao hơn một chút so với mật độ trung bình của cả nước (110 người/km²). Các đô thị lớn nhất của vùng là Košice, Michalovce, Spišská Nová Ves, Trebišov và Rožňava. Theo điều tra dân số 2001, vùng này có 766.012 người, với đa số người Slovak (81,8%), người Hungary (11,2%) ở phía nam, một số ít người Di-gan (3,9%) và Séc (dưới 1%).

## Kinh tế
Nền kinh tế của Košice đóng góp 11,47% GDP của Slovakia vào năm 2013, khiến nó là khu vực đóng góp vào GDP cao thứ hai chỉ sau vùng thủ đô Bratislava. Tuy nhiên, xét về GDP trên đầu người, nó lại tụt lại phía sau so với nhiều vùng khác.
Mức thu nhập bình quân của vùng Bratislava cao hơn 40% so với Košice, nhưng chi phí sinh hoạt ở đó cũng cao hơn đáng kể. Košice có tỉ lệ thất nghiệp là khoảng 15,6% vào năm 2014.

## Phân cấp hành chính
Vùng này bao gồm 11 quận huyện. Riêng tại thành phố Košice đã có 4 quận và số còn lại nằm ở ngoại thành.
- Gelnica
- Košice I
- Košice II
- Košice III
- Košice IV
- Košice-okolie
- Michalovce
- Rožňava
- Sobrance
- Spišská Nová Ves
- Trebišov